# František Babej
František Babej (* 15. září 1950) je bývalý slovenský fotbalový útočník.

## Fotbalová kariéra
V československé lize hrál za VSS Košice. Nastoupil ve 21 ligových utkáních a dal 2 ligové góly.

## Ligová bilance
| Ročník                                   | Zápasy | Góly | Klub       |
| ---------------------------------------- | ------ | ---- | ---------- |
| 1. československá fotbalová liga 1972/73 | 17     | 2    | VSS Košice |
| 1. československá fotbalová liga 1973/74 | 3      | 0    | VSS Košice |
| 1. československá fotbalová liga 1974/75 | 1      | 0    | VSS Košice |
| CELKEM                                   | 21     | 2    |            |